# Olavius crassitunicatus
Olavius crassitunicatus är en ringmaskart som beskrevs av Finogenova 1986. Olavius crassitunicatus ingår i släktet Olavius och familjen glattmaskar. Inga underarter finns listade i Catalogue of Life.